# Senofonte di Egio
Senofonte di Egio (Ξενοφών ο Αιγιεύς) potrebbe riferirsi a due antichi olimpionici di Egio (ora Aigio):
- Senofonte di Egio senior, vincitore dei Centesimi giochi olimpici del 380 a.C. in varie discipline.
- Senofonte di Egio junior, pancraziaste, vincitore dei 180° Giochi Olimpici nel 60 a.C. e a cui fu dedicata una statua bronzea ad Olimpia[1].